# Lijst van interlands Tsjecho-Slowaaks voetbalelftal 1970-1979
Deze pagina toont een chronologisch en gedetailleerd overzicht van de interlands die het Tsjecho-Slowaaks voetbalelftal heeft gespeeld in de periode 1970 – 1979.

## Interlands

### 1970
|                                                                       |                         |       |                                                       |                                                                               |
| 12 april Vriendschappelijk № 288 «onderlinge duels» 15:00 uur (UTC+1) | Oostenrijk              | 1 – 3 | Tsjecho-Slowakije                                     | Praterstadion, Wenen Toeschouwers: 30.000 Scheidsrechter: Anton Bucheli (SUI) |
| 12 april Vriendschappelijk № 288 «onderlinge duels» 15:00 uur (UTC+1) | Václav Migas 72' (e.d.) |       | 26' Milan Albrecht 27' Ivan Hrdlička 35' Jozef Adamec | Praterstadion, Wenen Toeschouwers: 30.000 Scheidsrechter: Anton Bucheli (SUI) |

|                                                                |           |                   |                   |                                                                                    |
| 9 mei Vriendschappelijk № 289 «onderlinge duels» 19:30 (UTC+1) | Luxemburg | 0 – 1             | Tsjecho-Slowakije | Stade Municipal, Luxemburg Toeschouwers: 4.500 Scheidsrechter: Anton Bucheli (SUI) |
| 9 mei Vriendschappelijk № 289 «onderlinge duels» 19:30 (UTC+1) |           | 5' Josef Jurkanin |                   | Stade Municipal, Luxemburg Toeschouwers: 4.500 Scheidsrechter: Anton Bucheli (SUI) |

|                                                                     |           |                                        |                   |                                                                               |
| 13 mei Vriendschappelijk № 290 «onderlinge duels» 19:00 uur (UTC+1) | Noorwegen | 0 – 2                                  | Tsjecho-Slowakije | Ullevaalstadion, Oslo Toeschouwers: 14.492 Scheidsrechter: Bent Nielsen (DEN) |
| 13 mei Vriendschappelijk № 290 «onderlinge duels» 19:00 uur (UTC+1) |           | 8' Ladislav Kuna 71' Alexander Horváth |                   | Ullevaalstadion, Oslo Toeschouwers: 14.492 Scheidsrechter: Bent Nielsen (DEN) |

| Wereldkampioenschap voetbal 1970 |
| -------------------------------- |

|                                                                   |                                                   |       |                     |                                                                                       |
| 3 juni WK 1970 Groep C № 291 «onderlinge duels» 16:00 uur (UTC−6) | Brazilië                                          | 4 – 1 | Tsjecho-Slowakije   | Estadio Jalisco, Guadalajara Toeschouwers: 52.897 Scheidsrechter: Ramón Barreto (URU) |
| 3 juni WK 1970 Groep C № 291 «onderlinge duels» 16:00 uur (UTC−6) | Roberto Rivellino 24' Pelé 59' Jairzinho 61', 83' |       | 11' Ladislav Petráš | Estadio Jalisco, Guadalajara Toeschouwers: 52.897 Scheidsrechter: Ramón Barreto (URU) |

|                                                                   |                                                  |       |                    |                                                                                      |
| 6 juni WK 1970 Groep C № 292 «onderlinge duels» 16:00 uur (UTC−6) | Roemenië                                         | 2 – 1 | Tsjecho-Slowakije  | Estadio Jalisco, Guadalajara Toeschouwers: 56.818 Scheidsrechter: Diego De Leo (MEX) |
| 6 juni WK 1970 Groep C № 292 «onderlinge duels» 16:00 uur (UTC−6) | Alexandru Neagu 53' Florea Dumitrache 77' (pen.) |       | 4' Ladislav Petráš | Estadio Jalisco, Guadalajara Toeschouwers: 56.818 Scheidsrechter: Diego De Leo (MEX) |

|                                                                    |                         |       |                   |                                                                                      |
| 11 juni WK 1970 Groep C № 293 «onderlinge duels» 16:00 uur (UTC−6) | Engeland                | 1 – 0 | Tsjecho-Slowakije | Estadio Jalisco, Guadalajara Toeschouwers: 49.292 Scheidsrechter: Roger Machin (FRA) |
| 11 juni WK 1970 Groep C № 293 «onderlinge duels» 16:00 uur (UTC−6) | Allan Clarke 49' (pen.) |       |                   | Estadio Jalisco, Guadalajara Toeschouwers: 49.292 Scheidsrechter: Roger Machin (FRA) |

|  |  |  |  |  |  |  |  |  |

|                                                                          |                                                           |       |                   |                                                                               |
| 5 september Vriendschappelijk № 294 «onderlinge duels» 20:30 uur (UTC+1) | Frankrijk                                                 | 3 – 0 | Tsjecho-Slowakije | Stade du Ray, Nice Toeschouwers: 13.418 Scheidsrechter: Rudolf Scheurer (SUI) |
| 5 september Vriendschappelijk № 294 «onderlinge duels» 20:30 uur (UTC+1) | Philippe Gondet 8' Charly Loubet 13' Bernard Bosquier 42' |       |                   | Stade du Ray, Nice Toeschouwers: 13.418 Scheidsrechter: Rudolf Scheurer (SUI) |

|                                                                       |                    |       |                       |                                                                                   |
| 7 oktober EK 1972 kwalificatie № 295 «onderlinge duels» 18:00 (UTC+1) | Tsjecho-Slowakije  | 1 – 1 | Finland               | Letenský stadion, Praag Toeschouwers: 5.549 Scheidsrechter: William O'Neill (IRL) |
| 7 oktober EK 1972 kwalificatie № 295 «onderlinge duels» 18:00 (UTC+1) | Milan Albrecht 31' |       | 41' Matti Paatelainen | Letenský stadion, Praag Toeschouwers: 5.549 Scheidsrechter: William O'Neill (IRL) |

|                                                                         |                                     |       |                                       |                                                                                 |
| 25 oktober Vriendschappelijk № 296 «onderlinge duels» 18:00 uur (UTC+1) | Tsjecho-Slowakije                   | 2 – 2 | Polen                                 | Letenský Stadion, Praag Toeschouwers: 3.000 Scheidsrechter: Gerhard Kunze (DDR) |
| 25 oktober Vriendschappelijk № 296 «onderlinge duels» 18:00 uur (UTC+1) | Pavel Stratil 50' Pavel Stratil 84' |       | 30' Marian Kozerski 40' Bernard Blaut | Letenský Stadion, Praag Toeschouwers: 3.000 Scheidsrechter: Gerhard Kunze (DDR) |

### 1971
|                                                                          |                |       |                                                         |                                                                               |
| 21 april EK 1972 kwalificatie № 297 «onderlinge duels» 19:30 uur (UTC+1) | Wales          | 1 – 3 | Tsjecho-Slowakije                                       | Vetch Field, Swansea Toeschouwers: 12.767 Scheidsrechter: Einar Boström (SWE) |
| 21 april EK 1972 kwalificatie № 297 «onderlinge duels» 19:30 uur (UTC+1) | Ron Davies 48' |       | 78' Ján Čapkovič 80' Vladimír Táborský 82' Ján Čapkovič | Vetch Field, Swansea Toeschouwers: 12.767 Scheidsrechter: Einar Boström (SWE) |

|                                                                        |                      |       |          |                                                                                    |
| 16 mei EK 1972 kwalificatie № 298 «onderlinge duels» 16:30 uur (UTC+1) | Tsjecho-Slowakije    | 1 – 0 | Roemenië | Tehelné pole, Bratislava Toeschouwers: 38.207 Scheidsrechter: Fernando Leite (POR) |
| 16 mei EK 1972 kwalificatie № 298 «onderlinge duels» 16:30 uur (UTC+1) | František Veselý 88' |       |          | Tehelné pole, Bratislava Toeschouwers: 38.207 Scheidsrechter: Fernando Leite (POR) |

|                                                                     |         |                                                                              |                   |                                                                                       |
| 16 juni EK 1972 kwalificatie № 299 «onderlinge duels» 19:00 (UTC+2) | Finland | 0 – 4                                                                        | Tsjecho-Slowakije | Olympisch Stadion, Helsinki Toeschouwers: 4.658 Scheidsrechter: Marian Środecki (POL) |
| 16 juni EK 1972 kwalificatie № 299 «onderlinge duels» 19:00 (UTC+2) |         | 12' Ján Čapkovič 16' Jaroslav Pollák 84' František Karkó 89' František Karkó |                   | Olympisch Stadion, Helsinki Toeschouwers: 4.658 Scheidsrechter: Marian Środecki (POL) |

|                                                                      |            |       |                   |                                                                                     |
| 14 juli Vriendschappelijk № 300 «onderlinge duels» 21:15 uur (UTC−1) | Brazilië   | 1 – 0 | Tsjecho-Slowakije | Maracanã, Rio de Janeiro Toeschouwers: 40.567 Scheidsrechter: Rudolf Scheurer (SUI) |
| 14 juli Vriendschappelijk № 300 «onderlinge duels» 21:15 uur (UTC−1) | Tostão 14' |       |                   | Maracanã, Rio de Janeiro Toeschouwers: 40.567 Scheidsrechter: Rudolf Scheurer (SUI) |

|                                                                           |                     |       |                   | |
| 25 september Vriendschappelijk № 301 «onderlinge duels» 15:00 uur (UTC+1) | DDR                 | 1 – 1 | Tsjecho-Slowakije | Friedrich-Ludwig-Jahn-Sportpark, Berlijn Toeschouwers: 18.000 Scheidsrechter: Anatoliy Ivanov (URS) |
| 25 september Vriendschappelijk № 301 «onderlinge duels» 15:00 uur (UTC+1) | Joachim Streich 47' |       | 77' Ladislav Kuna | Friedrich-Ludwig-Jahn-Sportpark, Berlijn Toeschouwers: 18.000 Scheidsrechter: Anatoliy Ivanov (URS) |

|                                                                            |                   |       |       |                                                                                            |
| 27 oktober EK 1972 kwalificatie № 302 «onderlinge duels» 18:00 uur (UTC+1) | Tsjecho-Slowakije | 1 – 0 | Wales | Letenský Stadion, Praag Toeschouwers: 20.051 Scheidsrechter: Mariano Medina Iglesias (ESP) |
| 27 oktober EK 1972 kwalificatie № 302 «onderlinge duels» 18:00 uur (UTC+1) | Ladislav Kuna 60' |       |       | Letenský Stadion, Praag Toeschouwers: 20.051 Scheidsrechter: Mariano Medina Iglesias (ESP) |

|                                                                             |                                            |       |                   |                                                                                              |
| 14 november EK 1972 kwalificatie № 303 «onderlinge duels» 14:00 uur (UTC+2) | Roemenië                                   | 2 – 1 | Tsjecho-Slowakije | Stadionul 23 August, Boekarest Toeschouwers: 63.583 Scheidsrechter: Milivoje Gugulović (YUG) |
| 14 november EK 1972 kwalificatie № 303 «onderlinge duels» 14:00 uur (UTC+2) | Emerich Dembrovschi 26' Nicolae Dobrin 52' |       | 50' Ján Čapkovič  | Stadionul 23 August, Boekarest Toeschouwers: 63.583 Scheidsrechter: Milivoje Gugulović (YUG) |

### 1972
|                                                                      |                                          |       |            |                                                                                    |
| 8 april Vriendschappelijk № 304 «onderlinge duels» 15:30 uur (UTC+1) | Tsjecho-Slowakije                        | 2 – 0 | Oostenrijk | Za Lužánkamistadion, Brno Toeschouwers: 30.000 Scheidsrechter: Heinz Einbeck (DDR) |
| 8 april Vriendschappelijk № 304 «onderlinge duels» 15:30 uur (UTC+1) | Ladislav Petráš 18' Vladimír Ternény 42' |       |            | Za Lužánkamistadion, Brno Toeschouwers: 30.000 Scheidsrechter: Heinz Einbeck (DDR) |

|                                                                   | |       |           |                                                                                              |
| 26 april Vriendschappelijk № 305 «onderlinge duels» 16:00 (UTC+1) | Tsjecho-Slowakije                                                                                           | 6 – 0 | Luxemburg | Stadion ve Štruncových Sadech, Pilsen Toeschouwers: 5.000 Scheidsrechter: Jan Łazowski (POL) |
| 26 april Vriendschappelijk № 305 «onderlinge duels» 16:00 (UTC+1) | Karol Jokl 8' Ján Čapkovič 25' Ladislav Kuna 52' Ján Čapkovič 58' Karol Dobiaš 68' (pen.) Ladislav Kuna 85' |       |           | Stadion ve Štruncových Sadech, Pilsen Toeschouwers: 5.000 Scheidsrechter: Jan Łazowski (POL) |

|                                                                     |                   |       |                               |                                                                               |
| 14 mei Vriendschappelijk № 306 «onderlinge duels» 18:00 uur (UTC+1) | Zweden            | 1 – 2 | Tsjecho-Slowakije             | Ullevi, Göteborg Toeschouwers: 18.644 Scheidsrechter: Ferdinand Biwersi (FRG) |
| 14 mei Vriendschappelijk № 306 «onderlinge duels» 18:00 uur (UTC+1) | Christer Hult 29' |       | 50' Karol Jokl 84' Karol Jokl | Ullevi, Göteborg Toeschouwers: 18.644 Scheidsrechter: Ferdinand Biwersi (FRG) |

| Braziliaanse Onafhankelijkheidsbeker |
| ------------------------------------ |

|                                                                                              |          |       |                   |                                                                                       |
| 28 juni Taça Independência Groep A (tweede ronde) № 307 «onderlinge duels» 21:00 uur (UTC−3) | Brazilië | 0 – 0 | Tsjecho-Slowakije | Maracanã, Rio de Janeiro Toeschouwers: 101.768 Scheidsrechter: Kurt Tschenscher (FRG) |
| 28 juni Taça Independência Groep A (tweede ronde) № 307 «onderlinge duels» 21:00 uur (UTC−3) |          |       |                   | Maracanã, Rio de Janeiro Toeschouwers: 101.768 Scheidsrechter: Kurt Tschenscher (FRG) |

|                                                                                             |                   |       |           |                                                                                           |
| 2 juli Taça Independência Groep A (tweede ronde) № 308 «onderlinge duels» 15:30 uur (UTC−3) | Tsjecho-Slowakije | 0 – 0 | Schotland | Estádio Beira-Rio, Porto Alegre Toeschouwers: 2.000 Scheidsrechter: Armando Marques (BRA) |
| 2 juli Taça Independência Groep A (tweede ronde) № 308 «onderlinge duels» 15:30 uur (UTC−3) |                   |       |           | Estádio Beira-Rio, Porto Alegre Toeschouwers: 2.000 Scheidsrechter: Armando Marques (BRA) |

|                                                                                             |                    |       |                                     |                                                                                          |
| 6 juli Taça Independência Groep A (tweede ronde) № 309 «onderlinge duels» 21:00 uur (UTC−3) | Tsjecho-Slowakije  | 1 – 2 | Joegoslavië                         | Estádio do Pacaembu, São Paulo Toeschouwers: 2.509 Scheidsrechter: Armando Marques (BRA) |
| 6 juli Taça Independência Groep A (tweede ronde) № 309 «onderlinge duels» 21:00 uur (UTC−3) | Anton Hrušecký 87' |       | 19' Dušan Bajević 77' Dragan Džajić | Estádio do Pacaembu, São Paulo Toeschouwers: 2.509 Scheidsrechter: Armando Marques (BRA) |

|  |  |  |  |  |  |  |  |  |

|                                                                          |                     |       |                                      |                                                                                  |
| 30 augustus Vriendschappelijk № 310 «onderlinge duels» 18:00 uur (UTC+1) | Tsjecho-Slowakije   | 1 – 2 | Nederland                            | Letenský Stadion, Praag Toeschouwers: 30.000 Scheidsrechter: Heinz Einbeck (DDR) |
| 30 augustus Vriendschappelijk № 310 «onderlinge duels» 18:00 uur (UTC+1) | Vladimír Hagara 61' |       | 22' Johan Cruijff 47' Johan Neeskens | Letenský Stadion, Praag Toeschouwers: 30.000 Scheidsrechter: Heinz Einbeck (DDR) |

|                                                                         |                                                            |       |                   |                                                                                                |
| 15 oktober Vriendschappelijk № 311 «onderlinge duels» 12:00 uur (UTC+1) | Polen                                                      | 3 – 0 | Tsjecho-Slowakije | Zdzisław Krzyszkowiakstadion, Bydgoszcz Toeschouwers: 40.000 Scheidsrechter: Ratko Čanak (YUG) |
| 15 oktober Vriendschappelijk № 311 «onderlinge duels» 12:00 uur (UTC+1) | Kazimierz Deyna 28' Kazimierz Deyna 35' Robert Gadocha 63' |       |                   | Zdzisław Krzyszkowiakstadion, Bydgoszcz Toeschouwers: 40.000 Scheidsrechter: Ratko Čanak (YUG) |

|                                                                         |                   |       |                                                                   |                                                                                       |
| 1 november Vriendschappelijk № 312 «onderlinge duels» 16:30 uur (UTC+1) | Tsjecho-Slowakije | 1 – 3 | DDR                                                               | Tehelné pole, Bratislava Toeschouwers: 20.000 Scheidsrechter: Constantin Petrea (ROU) |
| 1 november Vriendschappelijk № 312 «onderlinge duels» 16:30 uur (UTC+1) | Ivan Pekárik 77'  |       | 15' Hans-Jürgen Kreische 61' Hans-Jürgen Kreische 70' Peter Ducke | Tehelné pole, Bratislava Toeschouwers: 20.000 Scheidsrechter: Constantin Petrea (ROU) |

### 1973
|                                                                       |                                                          |       |                   |                                                                                 |
| 28 maart Vriendschappelijk № 313 «onderlinge duels» 19:30 uur (UTC+1) | West-Duitsland                                           | 3 – 0 | Tsjecho-Slowakije | Rheinstadion, Düsseldorf Toeschouwers: 70.000 Scheidsrechter: Karl Keller (SUI) |
| 28 maart Vriendschappelijk № 313 «onderlinge duels» 19:30 uur (UTC+1) | Gerd Müller 28' Gerd Müller 63' (pen.) Erwin Kremers 85' |       |                   | Rheinstadion, Düsseldorf Toeschouwers: 70.000 Scheidsrechter: Karl Keller (SUI) |

|                                                                       |                   |       |                     |                                                                                                |
| 2 mei WK 1974 kwalificatie № 314 «onderlinge duels» 19:00 uur (UTC+1) | Denemarken        | 1 – 1 | Tsjecho-Slowakije   | Københavns Idrætspark, Kopenhagen Toeschouwers: 19.942 Scheidsrechter: Concetto Lo Bello (ITA) |
| 2 mei WK 1974 kwalificatie № 314 «onderlinge duels» 19:00 uur (UTC+1) | Ole Bjørnmose 15' |       | 38' Ladislav Petráš | Københavns Idrætspark, Kopenhagen Toeschouwers: 19.942 Scheidsrechter: Concetto Lo Bello (ITA) |

|                                                                     |                   |       |                  |                                                                                  |
| 27 mei Vriendschappelijk № 315 «onderlinge duels» 19:30 uur (UTC+1) | Tsjecho-Slowakije | 1 – 1 | Engeland         | Letenský Stadion, Praag Toeschouwers: 22.000 Scheidsrechter: Rudi Glöckner (DDR) |
| 27 mei Vriendschappelijk № 315 «onderlinge duels» 19:30 uur (UTC+1) | Igor Novák 55'    |       | 89' Allan Clarke | Letenský Stadion, Praag Toeschouwers: 22.000 Scheidsrechter: Rudi Glöckner (DDR) |

|                                                                        | |       |            |                                                                                  |
| 6 juni WK 1974 kwalificatie № 316 «onderlinge duels» 19:00 uur (UTC+1) | Tsjecho-Slowakije                                                                                                   | 6 – 0 | Denemarken | Letenský Stadion, Praag Toeschouwers: 17.432 Scheidsrechter: Anton Bucheli (SUI) |
| 6 juni WK 1974 kwalificatie № 316 «onderlinge duels» 19:00 uur (UTC+1) | Zdeněk Nehoda 46' Bohumil Veselý 57' Přemysl Bičovský 58' Vladimír Hagara 60' Bohumil Veselý 67' Bohumil Veselý 81' |       |            | Letenský Stadion, Praag Toeschouwers: 17.432 Scheidsrechter: Anton Bucheli (SUI) |

|                                                                              |                               |       |                   |                                                                              |
| 26 september WK 1974 kwalificatie № 317 «onderlinge duels» 20:00 uur (UTC+1) | Schotland                     | 2 – 1 | Tsjecho-Slowakije | Hampden Park, Glasgow Toeschouwers: 95.786 Scheidsrechter: Henry Øberg (NOR) |
| 26 september WK 1974 kwalificatie № 317 «onderlinge duels» 20:00 uur (UTC+1) | Jim Holton 41' Joe Jordan 75' |       | 33' Zdeněk Nehoda | Hampden Park, Glasgow Toeschouwers: 95.786 Scheidsrechter: Henry Øberg (NOR) |

|                                                                            |                          |       |           |                                                                                       |
| 17 oktober WK 1974 kwalificatie № 318 «onderlinge duels» 17:30 uur (UTC+1) | Tsjecho-Slowakije        | 1 – 0 | Schotland | Tehelné pole, Bratislava Toeschouwers: 13.668 Scheidsrechter: Ferdinand Biwersi (FRG) |
| 17 oktober WK 1974 kwalificatie № 318 «onderlinge duels» 17:30 uur (UTC+1) | Zdeněk Nehoda 17' (pen.) |       |           | Tehelné pole, Bratislava Toeschouwers: 13.668 Scheidsrechter: Ferdinand Biwersi (FRG) |

### 1974
|                                                                       |                     |       |                   |                                                                                    |
| 27 maart Vriendschappelijk № 319 «onderlinge duels» 17:30 uur (UTC+1) | DDR                 | 1 – 0 | Tsjecho-Slowakije | Dynamostadion, Dresden Toeschouwers: 13.000 Scheidsrechter: Valentin Lipatov (URS) |
| 27 maart Vriendschappelijk № 319 «onderlinge duels» 17:30 uur (UTC+1) | Joachim Streich 13' |       |                   | Dynamostadion, Dresden Toeschouwers: 13.000 Scheidsrechter: Valentin Lipatov (URS) |

|                                                                      |                    |       |                   |                                                                                   |
| 7 april Vriendschappelijk № 320 «onderlinge duels» 16:00 uur (UTC−3) | Brazilië           | 1 – 0 | Tsjecho-Slowakije | Maracanã, Rio de Janeiro Toeschouwers: 80.558 Scheidsrechter: Pat Partridge (ENG) |
| 7 april Vriendschappelijk № 320 «onderlinge duels» 16:00 uur (UTC−3) | Marinho Chagas 88' |       |                   | Maracanã, Rio de Janeiro Toeschouwers: 80.558 Scheidsrechter: Pat Partridge (ENG) |

|                                                                       |           |                  |                   |                                                                                           |
| 13 april Vriendschappelijk № 321 «onderlinge duels» 18:30 uur (UTC+2) | Bulgarije | 0 – 1            | Tsjecho-Slowakije | 9 septemberstadion, Plovdiv Toeschouwers: 30.000 Scheidsrechter: Milivoje Gugulović (YUG) |
| 13 april Vriendschappelijk № 321 «onderlinge duels» 18:30 uur (UTC+2) |           | 68' Karol Dobiaš |                   | 9 septemberstadion, Plovdiv Toeschouwers: 30.000 Scheidsrechter: Milivoje Gugulović (YUG) |

|                                                                       |                                                           |       |                                                         |                                                                                  |
| 27 april Vriendschappelijk № 322 «onderlinge duels» 19:30 uur (UTC+1) | Tsjecho-Slowakije                                         | 3 – 3 | Frankrijk                                               | Letenský Stadion, Praag Toeschouwers: 12.000 Scheidsrechter: Günter Männig (DDR) |
| 27 april Vriendschappelijk № 322 «onderlinge duels» 19:30 uur (UTC+1) | Ján Pivarník 33' Přemysl Bičovský 35' Antonín Panenka 87' |       | 7' Serge Chiesa 28' Bernard Lacombe 72' Bernard Lacombe | Letenský Stadion, Praag Toeschouwers: 12.000 Scheidsrechter: Günter Männig (DDR) |

|                                                                     |             |                   |                   |                                                                                         |
| 20 mei Vriendschappelijk № 323 «onderlinge duels» 19:00 uur (UTC+3) | Sovjet-Unie | 0 – 1             | Tsjecho-Slowakije | Centraalstadion Ch.M.P., Odessa Toeschouwers: 45.000 Scheidsrechter: Erik Axelryd (SWE) |
| 20 mei Vriendschappelijk № 323 «onderlinge duels» 19:00 uur (UTC+3) |             | 53' Zdeněk Nehoda |                   | Centraalstadion Ch.M.P., Odessa Toeschouwers: 45.000 Scheidsrechter: Erik Axelryd (SWE) |

|                                                                           |                                                           |       |                     |                                                                                 |
| 25 september Vriendschappelijk № 324 «onderlinge duels» 17:00 uur (UTC+1) | Tsjecho-Slowakije                                         | 3 – 1 | DDR                 | Letenský Stadion, Praag Toeschouwers: 10.000 Scheidsrechter: Otto Anderco (ROU) |
| 25 september Vriendschappelijk № 324 «onderlinge duels» 17:00 uur (UTC+1) | Přemysl Bičovský 5' Přemysl Bičovský 26' Anton Ondruš 29' |       | 22' Martin Hoffmann | Letenský Stadion, Praag Toeschouwers: 10.000 Scheidsrechter: Otto Anderco (ROU) |

|                                                                         |                                                                       |       |        |                                                                                  |
| 13 oktober Vriendschappelijk № 325 «onderlinge duels» 19:30 uur (UTC+1) | Tsjecho-Slowakije                                                     | 4 – 0 | Zweden | Tehelné pole, Bratislava Toeschouwers: 10.000 Scheidsrechter: Franz Wöhrer (AUT) |
| 13 oktober Vriendschappelijk № 325 «onderlinge duels» 19:30 uur (UTC+1) | Ján Švehlík 14' Marián Masný 21' Ján Švehlík 40' Přemysl Bičovský 65' |       |        | Tehelné pole, Bratislava Toeschouwers: 10.000 Scheidsrechter: Franz Wöhrer (AUT) |

|                                                                          |                                                |       |                   |                                                                                      |
| 30 oktober EK 1976 kwalificatie № 326 «onderlinge duels» 19:45 uur (UTC) | Engeland                                       | 3 – 0 | Tsjecho-Slowakije | Wembley Stadium, Londen Toeschouwers: 83.858 Scheidsrechter: Michel Kitabdjian (FRA) |
| 30 oktober EK 1976 kwalificatie № 326 «onderlinge duels» 19:45 uur (UTC) | Mick Channon 72' Colin Bell 80' Colin Bell 83' |       |                   | Wembley Stadium, Londen Toeschouwers: 83.858 Scheidsrechter: Michel Kitabdjian (FRA) |

|                                                                          |                                         |       |                                         |                                                                                 |
| 13 november Vriendschappelijk № 327 «onderlinge duels» 16:30 uur (UTC+1) | Tsjecho-Slowakije                       | 2 – 2 | Polen                                   | Letenský Stadion, Praag Toeschouwers: 15.000 Scheidsrechter: Adolf Prokop (DDR) |
| 13 november Vriendschappelijk № 327 «onderlinge duels» 16:30 uur (UTC+1) | Ján Švehlík 60' Marián Masný 73' (pen.) |       | 31' Robert Gadocha 53' Andrzej Szarmach | Letenský Stadion, Praag Toeschouwers: 15.000 Scheidsrechter: Adolf Prokop (DDR) |

|                                                        |      |                         |                   |                                                                                  |
| 20 december Vriendschappelijk № 328 «onderlinge duels» | Iran | 0 – 1                   | Tsjecho-Slowakije | Aryamehrstadion, Teheran Toeschouwers: 12.000 Scheidsrechter: Jafar Namdar (IRN) |
| 20 december Vriendschappelijk № 328 «onderlinge duels» |      | 62' (pen.) Anton Ondruš |                   | Aryamehrstadion, Teheran Toeschouwers: 12.000 Scheidsrechter: Jafar Namdar (IRN) |

### 1975
|                                                                       |                   |       |                |                                                                                       |
| 31 maart Vriendschappelijk № 329 «onderlinge duels» 17:00 uur (UTC+1) | Tsjecho-Slowakije | 1 – 1 | Roemenië       | Letenský Stadion, Praag Toeschouwers: 5.000 Scheidsrechter: Włodzimierz Karolak (POL) |
| 31 maart Vriendschappelijk № 329 «onderlinge duels» 17:00 uur (UTC+1) | Zdeněk Nehoda 41' |       | 76' Attila Kun | Letenský Stadion, Praag Toeschouwers: 5.000 Scheidsrechter: Włodzimierz Karolak (POL) |

|                                                                          |                                                                                     |       |        |                                                                                 |
| 20 april EK 1976 kwalificatie № 330 «onderlinge duels» 17:00 uur (UTC+1) | Tsjecho-Slowakije                                                                   | 4 – 0 | Cyprus | Letenský Stadion, Praag Toeschouwers: 4.994 Scheidsrechter: Heinz Einbeck (DDR) |
| 20 april EK 1976 kwalificatie № 330 «onderlinge duels» 17:00 uur (UTC+1) | Antonín Panenka 10' Antonín Panenka 35' Antonín Panenka 50' (pen.) Marián Masný 78' |       |        | Letenský Stadion, Praag Toeschouwers: 4.994 Scheidsrechter: Heinz Einbeck (DDR) |

|                                                                          |                                                                                                   |       |          |                                                                                      |
| 30 april EK 1976 kwalificatie № 331 «onderlinge duels» 17:00 uur (UTC+1) | Tsjecho-Slowakije                                                                                 | 5 – 0 | Portugal | Letenský Stadion, Praag Toeschouwers: 12.034 Scheidsrechter: Ferdinand Biwersi (FRG) |
| 30 april EK 1976 kwalificatie № 331 «onderlinge duels» 17:00 uur (UTC+1) | Přemysl Bičovský 11' Přemysl Bičovský 22' Zdeněk Nehoda 25' Zdeněk Nehoda 46' Ladislav Petráš 52' |       |          | Letenský Stadion, Praag Toeschouwers: 12.034 Scheidsrechter: Ferdinand Biwersi (FRG) |

|                                                                     |            |       |                   |                                                                               |
| 7 juni Vriendschappelijk № 332 «onderlinge duels» 16:30 uur (UTC+1) | Oostenrijk | 0 – 0 | Tsjecho-Slowakije | Prater-Stadion, Wenen Toeschouwers: 26.000 Scheidsrechter: Rudi Frickel (FRG) |
| 7 juni Vriendschappelijk № 332 «onderlinge duels» 16:30 uur (UTC+1) |            |       |                   | Prater-Stadion, Wenen Toeschouwers: 26.000 Scheidsrechter: Rudi Frickel (FRG) |

|                                                                           |                   |       |                       |                                                                                   |
| 24 september Vriendschappelijk № 333 «onderlinge duels» 17:00 uur (UTC+1) | Tsjecho-Slowakije | 1 – 1 | Zwitserland           | Za Lužánkamistadion, Brno Toeschouwers: 18.000 Scheidsrechter: Jan Łazowski (POL) |
| 24 september Vriendschappelijk № 333 «onderlinge duels» 17:00 uur (UTC+1) | Marián Masný 48'  |       | 85' (pen.) Peter Risi | Za Lužánkamistadion, Brno Toeschouwers: 18.000 Scheidsrechter: Jan Łazowski (POL) |

|                                                                         |                   |       |                 |                                                                                   |
| 15 oktober Vriendschappelijk № 334 «onderlinge duels» 17:00 uur (UTC+1) | Tsjecho-Slowakije | 1 – 1 | Hongarije       | Tehelné pole, Bratislava Toeschouwers: 15.000 Scheidsrechter: Jerzy Świstek (POL) |
| 15 oktober Vriendschappelijk № 334 «onderlinge duels» 17:00 uur (UTC+1) | Zdeněk Nehoda 58' |       | 51' Béla Váradi | Tehelné pole, Bratislava Toeschouwers: 15.000 Scheidsrechter: Jerzy Świstek (POL) |

|                                                                            |                                   |       |                  |                                                                                        |
| 30 oktober EK 1976 kwalificatie № 335 «onderlinge duels» 14:00 uur (UTC+1) | Tsjecho-Slowakije                 | 2 – 1 | Engeland         | Tehelné pole, Bratislava Toeschouwers: 50.651 Scheidsrechter: Alberto Michelotti (ITA) |
| 30 oktober EK 1976 kwalificatie № 335 «onderlinge duels» 14:00 uur (UTC+1) | Zdeněk Nehoda 45' Dušan Galis 47' |       | 26' Mick Channon | Tehelné pole, Bratislava Toeschouwers: 50.651 Scheidsrechter: Alberto Michelotti (ITA) |

|                                                                             |          |       |                   |                                                                                    |
| 12 november EK 1976 kwalificatie № 336 «onderlinge duels» 21:30 uur (UTC+1) | Portugal | 1 – 1 | Tsjecho-Slowakije | Estádio das Antas, Porto Toeschouwers: 21.978 Scheidsrechter: Charles Corver (NED) |
| 12 november EK 1976 kwalificatie № 336 «onderlinge duels» 21:30 uur (UTC+1) | Nené 8'  |       | 7' Anton Ondruš   | Estádio das Antas, Porto Toeschouwers: 21.978 Scheidsrechter: Charles Corver (NED) |

| |                      |       |                  |                                                                                     |
| 19 november Olympisch kwalificatietoernooi voetbal 1976 № 337 «onderlinge duels» 17:00 uur (UTC+1) | Tsjecho-Slowakije    | 1 – 1 | DDR              | Za Lužánkamistadion, Brno Toeschouwers: 10.000 Scheidsrechter: Tsvetan Stanev (BUL) |
| 19 november Olympisch kwalificatietoernooi voetbal 1976 № 337 «onderlinge duels» 17:00 uur (UTC+1) | Přemysl Bičovský 90' |       | 82' Konrad Weise | Za Lužánkamistadion, Brno Toeschouwers: 10.000 Scheidsrechter: Tsvetan Stanev (BUL) |

|                                                                             |        |                                                        |                   |                                                                                |
| 23 november EK 1976 kwalificatie № 338 «onderlinge duels» 14:30 uur (UTC+2) | Cyprus | 0 – 3                                                  | Tsjecho-Slowakije | Tsirionstadion, Limasol Toeschouwers: 8.636 Scheidsrechter: Sándor Petri (HUN) |
| 23 november EK 1976 kwalificatie № 338 «onderlinge duels» 14:30 uur (UTC+2) |        | 9' Zdeněk Nehoda 27' Přemysl Bičovský 33' Marián Masný |                   | Tsirionstadion, Limasol Toeschouwers: 8.636 Scheidsrechter: Sándor Petri (HUN) |

### 1976
|                                                                       |                                           |       |                                         |                                                                                   |
| 10 maart Vriendschappelijk № 339 «onderlinge duels» 15:00 uur (UTC+1) | Tsjecho-Slowakije                         | 2 – 2 | Sovjet-Unie                             | Všešportový areál, Košice Toeschouwers: 40.000 Scheidsrechter: Lajos Somlai (HUN) |
| 10 maart Vriendschappelijk № 339 «onderlinge duels» 15:00 uur (UTC+1) | Anton Ondruš 83' Zdeněk Nehoda 89' (pen.) |       | 26' Oleh Blochin 32' Volodymyr Trosjkin | Všešportový areál, Košice Toeschouwers: 40.000 Scheidsrechter: Lajos Somlai (HUN) |

|                                                                       |                                     |       |                                   |                                                                                  |
| 27 maart Vriendschappelijk № 340 «onderlinge duels» 20:30 uur (UTC+1) | Frankrijk                           | 2 – 2 | Tsjecho-Slowakije                 | Parc des Princes, Parijs Toeschouwers: 19.559 Scheidsrechter: Francis Rion (BEL) |
| 27 maart Vriendschappelijk № 340 «onderlinge duels» 20:30 uur (UTC+1) | Gérard Soler 17' Michel Platini 73' |       | 78' Anton Ondruš 83' Karol Dobiaš | Parc des Princes, Parijs Toeschouwers: 19.559 Scheidsrechter: Francis Rion (BEL) |

|                                                                                                |     |       |                   |                                                                                    |
| 7 april Olympisch kwalificatietoernooi voetbal 1976 № 341 «onderlinge duels» 17:30 uur (UTC+1) | DDR | 0 – 0 | Tsjecho-Slowakije | Zentralstadion, Leipzig Toeschouwers: 45.000 Scheidsrechter: Vladimir Rudnev (URS) |
| 7 april Olympisch kwalificatietoernooi voetbal 1976 № 341 «onderlinge duels» 17:30 uur (UTC+1) |     |       |                   | Zentralstadion, Leipzig Toeschouwers: 45.000 Scheidsrechter: Vladimir Rudnev (URS) |

|                                                                          |                                     |       |             |                                                                              |
| 24 april EK 1976 kwalificatie № 342 «onderlinge duels» 17:30 uur (UTC+1) | Tsjecho-Slowakije                   | 2 – 0 | Sovjet-Unie | Tehelné pole, Bratislava Toeschouwers: 52.231 Scheidsrechter: Hilmi Ok (TUR) |
| 24 april EK 1976 kwalificatie № 342 «onderlinge duels» 17:30 uur (UTC+1) | Jozef Móder 34' Antonín Panenka 47' |       |             | Tehelné pole, Bratislava Toeschouwers: 52.231 Scheidsrechter: Hilmi Ok (TUR) |

|                                                                        |                                     |       |                                 |                                                                                      |
| 22 mei EK 1976 kwalificatie № 343 «onderlinge duels» 19:00 uur (UTC+3) | Sovjet-Unie                         | 2 – 2 | Tsjecho-Slowakije               | Centraal Stadion, Kiev Toeschouwers: 76.495 Scheidsrechter: Alistair MacKenzie (SCO) |
| 22 mei EK 1976 kwalificatie № 343 «onderlinge duels» 19:00 uur (UTC+3) | Leonid Boerjak 53' Oleh Blochin 87' |       | 45' Jozef Móder 83' Jozef Móder | Centraal Stadion, Kiev Toeschouwers: 76.495 Scheidsrechter: Alistair MacKenzie (SCO) |

| Europees kampioenschap voetbal 1976 |
| ----------------------------------- |

|                                                                         |                                                           |              |                         |                                                                                 |
| 16 juni EK 1976 Halve finale № 344 «onderlinge duels» 20:15 uur (UTC+1) | Tsjecho-Slowakije                                         | 3 – 1 (n.v.) | Nederland               | Maksimirstadion, Zagreb Toeschouwers: 17.969 Scheidsrechter: Clive Thomas (WAL) |
| 16 juni EK 1976 Halve finale № 344 «onderlinge duels» 20:15 uur (UTC+1) | Anton Ondruš 20' Zdeněk Nehoda 114' František Veselý 118' |              | 73' (e.d.) Anton Ondruš | Maksimirstadion, Zagreb Toeschouwers: 17.969 Scheidsrechter: Clive Thomas (WAL) |

|                                                                   |                                      |              |                                        |                                                                                      |
| 20 juni EK 1976 Finale № 345 «onderlinge duels» 20:15 uur (UTC+1) | Tsjecho-Slowakije                    | 2 – 2 (n.v.) | West-Duitsland                         | Rode Sterstadion, Belgrado Toeschouwers: 30.790 Scheidsrechter: Sergio Gonella (ITA) |
| 20 juni EK 1976 Finale № 345 «onderlinge duels» 20:15 uur (UTC+1) | Ján Švehlík 8' Karol Dobiaš 25'      |              | 28' Dieter Müller 89' Bernd Hölzenbein | Rode Sterstadion, Belgrado Toeschouwers: 30.790 Scheidsrechter: Sergio Gonella (ITA) |
| 20 juni EK 1976 Finale № 345 «onderlinge duels» 20:15 uur (UTC+1) | Strafschoppen                        |              |                                        | Rode Sterstadion, Belgrado Toeschouwers: 30.790 Scheidsrechter: Sergio Gonella (ITA) |
| 20 juni EK 1976 Finale № 345 «onderlinge duels» 20:15 uur (UTC+1) | Masný Nehoda Ondruš Jurkemik Panenka | 5 – 3        | Bonhof Flohe Bongartz Hoeneß           | Rode Sterstadion, Belgrado Toeschouwers: 30.790 Scheidsrechter: Sergio Gonella (ITA) |

|  |  |  |  |  |  |  |  |  |

|                                                                           |                    |       |                     |                                                                                                   |
| 22 september Vriendschappelijk № 346 «onderlinge duels» 17:30 uur (UTC+2) | Roemenië           | 1 – 1 | Tsjecho-Slowakije   | Stadionul 23 August, Boekarest Toeschouwers: 15.000 Scheidsrechter: Panayotis Kolliropoulos (GRE) |
| 22 september Vriendschappelijk № 346 «onderlinge duels» 17:30 uur (UTC+2) | Dudu Georgescu 30' |       | 23' Antonín Panenka | Stadionul 23 August, Boekarest Toeschouwers: 15.000 Scheidsrechter: Panayotis Kolliropoulos (GRE) |

|                                                                        |                                                       |       |                                   |                                                                              |
| 6 oktober Vriendschappelijk № 347 «onderlinge duels» 17:00 uur (UTC+1) | Tsjecho-Slowakije                                     | 3 – 2 | Roemenië                          | Letenský Stadion, Praag Toeschouwers: 15.000 Scheidsrechter: Béla Nagy (HUN) |
| 6 oktober Vriendschappelijk № 347 «onderlinge duels» 17:00 uur (UTC+1) | Antonín Panenka 39' Karol Dobiaš 67' Anton Ondruš 69' |       | 7' Ilie Balaci 53' Dudu Georgescu | Letenský Stadion, Praag Toeschouwers: 15.000 Scheidsrechter: Béla Nagy (HUN) |

|                                                                            |                                         |       |           |                                                                                       |
| 13 oktober WK 1978 kwalificatie № 348 «onderlinge duels» 17:00 uur (UTC+1) | Tsjecho-Slowakije                       | 2 – 0 | Schotland | Letenský Stadion, Praag Toeschouwers: 38.000 Scheidsrechter: Alberto Michelotti (ITA) |
| 13 oktober WK 1978 kwalificatie № 348 «onderlinge duels» 17:00 uur (UTC+1) | Antonín Panenka 48' Ladislav Petráš 50' |       |           | Letenský Stadion, Praag Toeschouwers: 38.000 Scheidsrechter: Alberto Michelotti (ITA) |

|                                                                          |                                |       |                   |                                                                                       |
| 17 november Vriendschappelijk № 349 «onderlinge duels» 15:30 uur (UTC+1) | West-Duitsland                 | 2 – 0 | Tsjecho-Slowakije | Niedersachsenstadion, Hannover Toeschouwers: 60.412 Scheidsrechter: Jean Dubach (SUI) |
| 17 november Vriendschappelijk № 349 «onderlinge duels» 15:30 uur (UTC+1) | Heinz Flohe 17' Erich Beer 34' |       |                   | Niedersachsenstadion, Hannover Toeschouwers: 60.412 Scheidsrechter: Jean Dubach (SUI) |

### 1977
|                                                                       |                                                                        |       |             |                                                                                  |
| 23 maart Vriendschappelijk № 350 «onderlinge duels» 17:00 uur (UTC+1) | Tsjecho-Slowakije                                                      | 4 – 0 | Griekenland | Letenský Stadion, Praag Toeschouwers: 15.000 Scheidsrechter: Alojzy Jarguz (POL) |
| 23 maart Vriendschappelijk № 350 «onderlinge duels» 17:00 uur (UTC+1) | Antonín Panenka 8' Zdeněk Nehoda 17' Koloman Gögh 18' Marián Masný 56' |       |             | Letenský Stadion, Praag Toeschouwers: 15.000 Scheidsrechter: Alojzy Jarguz (POL) |

|                                                                          |                                                      |       |                   |                                                                                       |
| 30 maart WK 1978 kwalificatie № 351 «onderlinge duels» 19:30 uur (UTC+1) | Wales                                                | 3 – 0 | Tsjecho-Slowakije | Racecourse Ground, Wrexham Toeschouwers: 18.022 Scheidsrechter: António Garrido (POR) |
| 30 maart WK 1978 kwalificatie № 351 «onderlinge duels» 19:30 uur (UTC+1) | Leighton James 27' Nick Deacy 65' Leighton James 75' |       |                   | Racecourse Ground, Wrexham Toeschouwers: 18.022 Scheidsrechter: António Garrido (POR) |

|                                                                       |                               |       |                   |                                                                               |
| 20 april Vriendschappelijk № 352 «onderlinge duels» 18:00 uur (UTC+1) | Hongarije                     | 2 – 0 | Tsjecho-Slowakije | Népstadion, Boedapest Toeschouwers: 45.000 Scheidsrechter: Nikola Dudin (BUL) |
| 20 april Vriendschappelijk № 352 «onderlinge duels» 18:00 uur (UTC+1) | Béla Váradi 42' István Kovács |       |                   | Népstadion, Boedapest Toeschouwers: 45.000 Scheidsrechter: Nikola Dudin (BUL) |

|                                                                     |                 |       |                   |                                                                              |
| 24 mei Vriendschappelijk № 353 «onderlinge duels» 20:00 uur (UTC+1) | Zwitserland     | 1 – 0 | Tsjecho-Slowakije | St. Jakob-Park, Bazel Toeschouwers: 8.000 Scheidsrechter: Klaus Ohmsen (FRG) |
| 24 mei Vriendschappelijk № 353 «onderlinge duels» 20:00 uur (UTC+1) | Kudi Müller 72' |       |                   | St. Jakob-Park, Bazel Toeschouwers: 8.000 Scheidsrechter: Klaus Ohmsen (FRG) |

|                                                                     |                   |       |            |                                                                                 |
| 1 juni Vriendschappelijk № 354 «onderlinge duels» 17:00 uur (UTC+1) | Tsjecho-Slowakije | 0 – 0 | Oostenrijk | Bazaly, Ostrava Toeschouwers: 15.000 Scheidsrechter: Pablo Sánchez Ibáñez (ESP) |
| 1 juni Vriendschappelijk № 354 «onderlinge duels» 17:00 uur (UTC+1) |                   |       |            | Bazaly, Ostrava Toeschouwers: 15.000 Scheidsrechter: Pablo Sánchez Ibáñez (ESP) |

|                                                                          |                      |       |         |                                                                                       |
| 7 september Vriendschappelijk № 355 «onderlinge duels» 19:30 uur (UTC+1) | Tsjecho-Slowakije    | 1 – 0 | Turkije | Tehelné pole, Bratislava Toeschouwers: 20.000 Scheidsrechter: Gerrit Berrevoets (NED) |
| 7 september Vriendschappelijk № 355 «onderlinge duels» 19:30 uur (UTC+1) | Miroslav Gajdůšek 2' |       |         | Tehelné pole, Bratislava Toeschouwers: 20.000 Scheidsrechter: Gerrit Berrevoets (NED) |

|                                                                              |                                                    |       |                       |                                                                               |
| 21 september WK 1978 kwalificatie № 356 «onderlinge duels» 20:00 uur (UTC+1) | Schotland                                          | 3 – 1 | Tsjecho-Slowakije     | Hampden Park, Glasgow Toeschouwers: 83.675 Scheidsrechter: Francis Rion (BEL) |
| 21 september WK 1978 kwalificatie № 356 «onderlinge duels» 20:00 uur (UTC+1) | Joe Jordan 18' Asa Hartford 35' Kenny Dalglish 54' |       | 80' Miroslav Gajdůšek | Hampden Park, Glasgow Toeschouwers: 83.675 Scheidsrechter: Francis Rion (BEL) |

|                                                                         |                   |       |                   |                                                                                        |
| 9 november Vriendschappelijk № 357 «onderlinge duels» 17:00 uur (UTC+1) | Tsjecho-Slowakije | 1 – 1 | Hongarije         | Letenský Stadion, Praag Toeschouwers: 10.000 Scheidsrechter: Aleksander Suchanek (POL) |
| 9 november Vriendschappelijk № 357 «onderlinge duels» 17:00 uur (UTC+1) | Zdeněk Nehoda 85' |       | 65' István Halász | Letenský Stadion, Praag Toeschouwers: 10.000 Scheidsrechter: Aleksander Suchanek (POL) |

|                                                                             |                   |       |       |                                                                                 |
| 16 november WK 1978 kwalificatie № 358 «onderlinge duels» 17:00 uur (UTC+1) | Tsjecho-Slowakije | 1 – 0 | Wales | Letenský Stadion, Praag Toeschouwers: 22.383 Scheidsrechter: Adolf Prokop (DDR) |
| 16 november WK 1978 kwalificatie № 358 «onderlinge duels» 17:00 uur (UTC+1) | Zdeněk Nehoda 12' |       |       | Letenský Stadion, Praag Toeschouwers: 22.383 Scheidsrechter: Adolf Prokop (DDR) |

### 1978
|                                                                       |             |                  |                   |                                                                                               |
| 22 maart Vriendschappelijk № 359 «onderlinge duels» 15:30 uur (UTC+2) | Griekenland | 0 – 1            | Tsjecho-Slowakije | Kaftanzogliostadion, Thessaloniki Toeschouwers: 15.000 Scheidsrechter: Dimitar Parmakov (BUL) |
| 22 maart Vriendschappelijk № 359 «onderlinge duels» 15:30 uur (UTC+2) |             | 40' Karel Kroupa |                   | Kaftanzogliostadion, Thessaloniki Toeschouwers: 15.000 Scheidsrechter: Dimitar Parmakov (BUL) |

|                                                                       |                                         |       |                   |                                                                                   |
| 15 april Vriendschappelijk № 360 «onderlinge duels» 17:00 uur (UTC+1) | Hongarije                               | 2 – 1 | Tsjecho-Slowakije | Népstadion, Boedapest Toeschouwers: 38.000 Scheidsrechter: Dušan Maksimović (YUG) |
| 15 april Vriendschappelijk № 360 «onderlinge duels» 17:00 uur (UTC+1) | Ivan Bilský 3' (e.d.) Tibor Nyilasi 29' |       | 65' Karel Kroupa  | Népstadion, Boedapest Toeschouwers: 38.000 Scheidsrechter: Dušan Maksimović (YUG) |

|                                                                       |           |       |                   |                                                                                         |
| 23 april Vriendschappelijk № 361 «onderlinge duels» 16:00 uur (UTC+1) | Bulgarije | 0 – 0 | Tsjecho-Slowakije | Za Lužánkamistadion, Brno Toeschouwers: 15.000 Scheidsrechter: Siegfried Kirschen (DDR) |
| 23 april Vriendschappelijk № 361 «onderlinge duels» 16:00 uur (UTC+1) |           |       |                   | Za Lužánkamistadion, Brno Toeschouwers: 15.000 Scheidsrechter: Siegfried Kirschen (DDR) |

|                                                                     |                       |       |                   |                                                                                    |
| 17 mei Vriendschappelijk № 362 «onderlinge duels» 21:15 uur (UTC−3) | Brazilië              | 2 – 0 | Tsjecho-Slowakije | Maracanã, Rio de Janeiro Toeschouwers: 44.180 Scheidsrechter: Arnaldo Coelho (BRA) |
| 17 mei Vriendschappelijk № 362 «onderlinge duels» 21:15 uur (UTC−3) | Reinaldo 34' Zico 84' |       |                   | Maracanã, Rio de Janeiro Toeschouwers: 44.180 Scheidsrechter: Arnaldo Coelho (BRA) |

|                                                                     |        |       |                   |                                                                                   |
| 21 mei Vriendschappelijk № 363 «onderlinge duels» 18:00 uur (UTC+1) | Zweden | 0 – 0 | Tsjecho-Slowakije | Råsundastadion, Solna Toeschouwers: 17.207 Scheidsrechter: Svein Inge Thime (NOR) |
| 21 mei Vriendschappelijk № 363 «onderlinge duels» 18:00 uur (UTC+1) |        |       |                   | Råsundastadion, Solna Toeschouwers: 17.207 Scheidsrechter: Svein Inge Thime (NOR) |

|                                                                          |                                          |       |                   |                                                                                 |
| 6 september Vriendschappelijk № 364 «onderlinge duels» 20:00 uur (UTC+1) | DDR                                      | 2 – 1 | Tsjecho-Slowakije | Zentralstadion, Leipzig Toeschouwers: 10.000 Scheidsrechter: Franz Wöhrer (AUT) |
| 6 september Vriendschappelijk № 364 «onderlinge duels» 20:00 uur (UTC+1) | Jürgen Pommerenke 20' Lutz Eigendorf 66' |       | 84' Anton Ondruš  | Zentralstadion, Leipzig Toeschouwers: 10.000 Scheidsrechter: Franz Wöhrer (AUT) |

|                                                                           |                       |       |                                                     |                                                                              |
| 4 oktober EK 1980 kwalificatie № 365 «onderlinge duels» 19:00 uur (UTC+1) | Zweden                | 1 – 3 | Tsjecho-Slowakije                                   | Råsundastadion, Solna Toeschouwers: 11.985 Scheidsrechter: John Gordon (SCO) |
| 4 oktober EK 1980 kwalificatie № 365 «onderlinge duels» 19:00 uur (UTC+1) | Hasse Borg 14' (pen.) |       | 18' Marián Masný 47' Marián Masný 85' Zdeněk Nehoda | Råsundastadion, Solna Toeschouwers: 11.985 Scheidsrechter: John Gordon (SCO) |

|                                                                         |                                                                         |       |                                                                                  |                                                                                        |
| 11 oktober Vriendschappelijk № 366 «onderlinge duels» 17:00 uur (UTC+1) | Tsjecho-Slowakije                                                       | 3 – 4 | West-Duitsland                                                                   | Stadion Evžena Rošického, Praag Toeschouwers: 30.000 Scheidsrechter: André Daina (SUI) |
| 11 oktober Vriendschappelijk № 366 «onderlinge duels» 17:00 uur (UTC+1) | František Štambachr 15' Marián Masný 52' (pen.) František Štambachr 60' |       | 8' Rüdiger Abramczik 11' Rainer Bonhof 35' Hansi Müller 38' (pen.) Rainer Bonhof | Stadion Evžena Rošického, Praag Toeschouwers: 30.000 Scheidsrechter: André Daina (SUI) |

|                                                                         |                                                              |       |        |                                                                                  |
| 8 november Vriendschappelijk № 367 «onderlinge duels» 17:00 uur (UTC+1) | Tsjecho-Slowakije                                            | 3 – 0 | Italië | Tehelné pole, Bratislava Toeschouwers: 50.000 Scheidsrechter: Franz Wöhrer (AUT) |
| 8 november Vriendschappelijk № 367 «onderlinge duels» 17:00 uur (UTC+1) | Karel Jarůšek 1' Antonín Panenka 53' Marián Masný 88' (pen.) |       |        | Tehelné pole, Bratislava Toeschouwers: 50.000 Scheidsrechter: Franz Wöhrer (AUT) |

|                                                                        |                   |       |                   |                                                                                   |
| 29 november Vriendschappelijk № 368 «onderlinge duels» 19:45 uur (UTC) | Engeland          | 1 – 0 | Tsjecho-Slowakije | Wembley Stadium, Londen Toeschouwers: 92.000 Scheidsrechter: Erich Linemayr (AUT) |
| 29 november Vriendschappelijk № 368 «onderlinge duels» 19:45 uur (UTC) | Steve Coppell 69' |       |                   | Wembley Stadium, Londen Toeschouwers: 92.000 Scheidsrechter: Erich Linemayr (AUT) |

### 1979
|                                                                       |                   |       |        |                                                                                  |
| 14 maart Vriendschappelijk № 369 «onderlinge duels» 17:00 uur (UTC+1) | Tsjecho-Slowakije | 1 – 0 | Spanje | Tehelné pole, Bratislava Toeschouwers: 40.000 Scheidsrechter: László Pádár (HUN) |
| 14 maart Vriendschappelijk № 369 «onderlinge duels» 17:00 uur (UTC+1) | Marián Masný 87'  |       |        | Tehelné pole, Bratislava Toeschouwers: 40.000 Scheidsrechter: László Pádár (HUN) |

|                                                                         |                                                    |       |           |                                                                                    |
| 4 april EK 1980 kwalificatie № 370 «onderlinge duels» 17:00 uur (UTC+2) | Tsjecho-Slowakije                                  | 2 – 0 | Frankrijk | Tehelné pole, Bratislava Toeschouwers: 48.138 Scheidsrechter: Heinz Aldinger (FRG) |
| 4 april EK 1980 kwalificatie № 370 «onderlinge duels» 17:00 uur (UTC+2) | Antonín Panenka 65' (pen.) František Štambachr 72' |       |           | Tehelné pole, Bratislava Toeschouwers: 48.138 Scheidsrechter: Heinz Aldinger (FRG) |

|                                                                   |           |                                                                |                   |                                                                                   |
| 1 mei EK 1980 kwalificatie № 371 «onderlinge duels» 16:00 (UTC+2) | Luxemburg | 0 – 3                                                          | Tsjecho-Slowakije | Stade Municipal, Luxemburg Toeschouwers: 4.030 Scheidsrechter: Bruno Galler (SUI) |
| 1 mei EK 1980 kwalificatie № 371 «onderlinge duels» 16:00 (UTC+2) |           | 21' Marián Masný 67' Miroslav Gajdùšek 68' František Štambachr |                   | Stade Municipal, Luxemburg Toeschouwers: 4.030 Scheidsrechter: Bruno Galler (SUI) |

|                                                                    |                                                                    |       |                   |                                                                                        |
| 5 mei Vriendschappelijk № 372 «onderlinge duels» 17:00 uur (UTC+3) | Sovjet-Unie                                                        | 3 – 0 | Tsjecho-Slowakije | Centraal Leninstadion, Moskou Toeschouwers: 24.000 Scheidsrechter: Bogdan Dochev (BUL) |
| 5 mei Vriendschappelijk № 372 «onderlinge duels» 17:00 uur (UTC+3) | Vakhtang Koridze 17' Ramaz Shengeliya 20' Vagiz Chidijatoellin 89' |       |                   | Centraal Leninstadion, Moskou Toeschouwers: 24.000 Scheidsrechter: Bogdan Dochev (BUL) |

|                                                                           |                                         |       |                     |                                                                                                  |
| 12 september Vriendschappelijk № 373 «onderlinge duels» 15:30 uur (UTC+1) | Hongarije                               | 2 – 1 | Tsjecho-Slowakije   | Nyíregyháza Városi Stadion, Nyíregyháza Toeschouwers: 26.000 Scheidsrechter: Adolf Mathias (AUT) |
| 12 september Vriendschappelijk № 373 «onderlinge duels» 15:30 uur (UTC+1) | György Tatár 11' (pen.) László Kuti 38' |       | 82' Antonín Panenka | Nyíregyháza Városi Stadion, Nyíregyháza Toeschouwers: 26.000 Scheidsrechter: Adolf Mathias (AUT) |

|                                                                           |                                                                     |       |                |                                                                                               |
| 26 september Vriendschappelijk № 374 «onderlinge duels» 19:30 uur (UTC+2) | Tsjecho-Slowakije                                                   | 4 – 1 | Ierland        | Stadion Evžena Rošického, Praag Toeschouwers: 10.000 Scheidsrechter: Anatoliy Milchenko (URS) |
| 26 september Vriendschappelijk № 374 «onderlinge duels» 19:30 uur (UTC+2) | Anton Ondruš 5' Zdeněk Nehoda 35' Karel Kroupa 72' Marián Masný 90' |       | 89' Paul McGee | Stadion Evžena Rošického, Praag Toeschouwers: 10.000 Scheidsrechter: Anatoliy Milchenko (URS) |

|                                                                            |                                                                       |       |                  |                                                                                        |
| 10 oktober EK 1980 kwalificatie № 375 «onderlinge duels» 17:00 uur (UTC+1) | Tsjecho-Slowakije                                                     | 4 – 1 | Zweden           | Stadion Evžena Rošického, Praag Toeschouwers: 24.783 Scheidsrechter: Talat Tokat (TUR) |
| 10 oktober EK 1980 kwalificatie № 375 «onderlinge duels» 17:00 uur (UTC+1) | Zdeněk Nehoda 19' Ján Kozák 35' Ladislav Vízek 41' Ladislav Vízek 80' |       | 61' Jan Svensson | Stadion Evžena Rošického, Praag Toeschouwers: 24.783 Scheidsrechter: Talat Tokat (TUR) |

|                                                                             |                                      |       |                   |                                                                                     |
| 17 november EK 1980 kwalificatie № 376 «onderlinge duels» 20:30 uur (UTC+1) | Frankrijk                            | 2 – 1 | Tsjecho-Slowakije | Parc des Princes, Parijs Toeschouwers: 39.973 Scheidsrechter: Horst Brummeier (AUT) |
| 17 november EK 1980 kwalificatie № 376 «onderlinge duels» 20:30 uur (UTC+1) | Éric Pécout 67' Gilles Rampillon 76' |       | 80' Ján Kozák     | Parc des Princes, Parijs Toeschouwers: 39.973 Scheidsrechter: Horst Brummeier (AUT) |

|                                                                             |                                                                          |       |           |                                                                                       |
| 24 november EK 1980 kwalificatie № 377 «onderlinge duels» 17:00 uur (UTC+1) | Tsjecho-Slowakije                                                        | 4 – 0 | Luxemburg | Letná-stadion, Praag Toeschouwers: 10.000 Scheidsrechter: Marcel Van Langenhove (BEL) |
| 24 november EK 1980 kwalificatie № 377 «onderlinge duels» 17:00 uur (UTC+1) | Antonín Panenka 36' Marián Masný 39' Marián Masný 45' Ladislav Vízek 61' |       |           | Letná-stadion, Praag Toeschouwers: 10.000 Scheidsrechter: Marcel Van Langenhove (BEL) |

CONMEBOL: Colombia · Ecuador

UEFA: Albanië · België · Bulgarije · Cyprus · Denemarken · West-Duitsland · Duitse Democratische Republiek · Engeland · Finland · Frankrijk · Griekenland · Hongarije · IJsland · Ierland · Italië · Joegoslavië · Luxemburg · Malta · Nederland · Noord-Ierland · Noorwegen · Oostenrijk · Polen · Portugal · Roemenië · Schotland ·  Sovjet-Unie ·  Spanje · Tsjecho-Slowakije · Turkije · Wales ·  Zweden · Zwitserland

CAF: Madagaskar AFC: Israël

Nationale bond · A-internationals · Bondscoaches · Statistieken · Tsjecho-Slowaaks vrouwenelftal · Tsjecho-Slowakije U16 · Tsjecho-Slowakije U17 · Tsjecho-Slowakije U18 · Tsjecho-Slowakije U21
1920 – 1929 · 
1930 – 1939 · 
1940 – 1949 · 
1950 – 1959 · 
1960 – 1969 · 
1970 – 1979 · 
1980 – 1989 · 
1990 – 1993
EK 1960 · 
EK 1976 · 
EK 1980
WK 1934 · 
WK 1938 · 
WK 1954 · 
WK 1958 · 
WK 1962 · 
WK 1970 · 
WK 1982 · 
WK 1990
OS 1920 · 
OS 1924 · 
OS 1964 · 
OS 1968 · 
OS 1980
1920 · 
1921 · 
1922 · 
1923 · 
1924 · 
1925 · 
1926 · 
1927 · 
1928 · 
1929 · 
1930 · 
1931 · 
1932 · 
1933 · 
1934 · 
1935 · 
1936 · 
1937 · 
1938 · 
1939 · 
1940 · 
1941 · 
1942 · 
1943 · 
1944 · 
1945 · 
1946 · 
1947 · 
1948 · 
1949 · 
1950 · 
1952 · 
1952 · 
1953 · 
1954 · 
1955 · 
1956 · 
1957 · 
1958 · 
1959 · 
1960 · 
1961 · 
1962 · 
1963 · 
1964 · 
1965 · 
1966 · 
1967 · 
1968 · 
1969 · 
1970 · 
1971 · 
1972 · 
1973 · 
1974 · 
1975 · 
1976 · 
1977 · 
1978 · 
1979 · 
1980 · 
1981 · 
1982 · 
1983 · 
1984 · 
1985 · 
1986 · 
1987 · 
1988 · 
1989 · 
1990 · 
1991 · 
1992 · 
1993
Albanië ·
Argentinië ·
Australië ·
België ·
Bolivia ·
Brazilië ·
Bulgarije ·
Chili ·
Colombia ·
Costa Rica ·
Cyprus ·
DDR ·
Denemarken ·
Duitsland ·
Egypte ·
Engeland ·
Faeröer ·
Finland ·
Frankrijk ·
Griekenland ·
Hongarije ·
Ierland ·
IJsland ·
Iran ·
Italië ·
Joegoslavië ·
Koeweit ·
Luxemburg ·
Malta ·
Mexico ·
Nederland ·
Noord-Ierland ·
Noorwegen ·
Oostenrijk ·
Polen ·
Portugal ·
Roemenië ·
Schotland ·
Sovjet-Unie ·
Spanje ·
Turkije ·
Uruguay ·
Verenigde Staten ·
Wales ·
Zweden ·
Zwitserland
Brazilië (1962) · 
Engeland (1982) · 
Frankrijk (1982) · 
Koeweit (1982) ·
West-Duitsland (1976)